# Ipitanga
Ipitanga é um bairro no município baiano de Lauro de Freitas, fazendo divisa com Salvador.
Foi inicialmente na década de 1970 e 1980 um bairro planejado para a nova classe média, onde diretores, engenheiros e funcionários de médio e alto escalão das empresas do Polo de Camaçari pudessem morar. É conhecida pela sua praia com um calçadão para caminhadas. Hoje é lar de moradores das mais diversas categorias profissionais como médicos, advogados, professores, empresários, juízes, desembargadores e etc.[carece de fontes?]
No bairro também se localiza o Kartódromo Ayrton Senna, onde é realizado o Campeonato Baiano de Kart.